# Alfredo Rampi
Alfredo Rampi (11 de abril de 1975 – 13 de junio de 1981), también conocido como Alfredino, fue un niño italiano que murió a la edad de 6 años en el conocido como "Incidente di Vermicino" tras caer en un pozo situado en un pequeño distrito de campo cercano a Frascati, concretamente en la carretera de Vermicino, que conecta Roma Sur con Frascati Norte. Tras tres días de intentos fallidos de salvamento, Alfredino murió dentro del pozo a una profundidad de aproximadamente 60 metros. Tuvo una gran repercusión en la opinión pública italiana ya que se retransmitieron en directo las 18 últimas horas del caso.
La falta de organización y coordinación de los servicios de emergencias, prácticamente improvisada, hizo entender que era necesario un sistema de organización competente a la hora de gestionar situaciones de emergencia, lo que llevó a la creación de la "Protezione Civile" (Protección Civil).

## El accidente
En el mes de junio de 1981 la familia Rampi pasaba las vacaciones en su segunda residencia situada en la carretera de Vermicino, en Finocchio (Roma).
La tarde del miércoles, 10 de junio, Alfredino junto a su padre, Ferdinando, y dos amigos del padre salen a dar un paseo por la zona de campo cercana a la casa. A la hora de volver, las 19:20, Alfredo le preguntó a su padre si podía volver solo y atravesando los prados. El padre le dice que sí, pero cuando llega a casa, sobre las 20:00, descubre que el niño no había llegado, y empiezan a buscarlo, a las 21:30 deciden llamar a la policía. A los 10 minutos acuden, además de algunos vecinos y empiezan una batida para encontrarlo. La abuela fue la primera en comentar que podría ser que Alfredino se hubiera caído en un pozo, que recientemente había sido excavado en un terreno en construcción adyacente a la casa, aunque este estaba cubierto por una plancha metálica y unas piedras.
Un agente de policía, después de conocer la existencia del pozo y a pesar de que le habían dicho que estaba tapado decide inspeccionarlo igualmente, por lo que hizo retirar la plancha y metió la cabeza dentro, sorprendentemente escuchó las quejas del niño.
Se descubrió después que el propietario del terreno había puesto la plancha de metal sobre el pozo a las 21:00 sin pensar ni comprobar que allí dentro podía haber alguien. El propietario del terreno fue detenido y acusado de "homicidio culposo" con agravante de violación de las normas de seguridad sobre accidentes.

## Las labores de rescate
23:00 del 10 de junio - En muy poco tiempo el equipo de socorro llegó al pozo, e intentaron, infructuosamente, avistar con una linterna a Alfredino. Posteriormente hicieron una estimación de la profundidad a la que se encontraba el niño, 36 metros, la caída había sido parada por una curva del pozo.
Las operaciones de socorro pronto se revelaron extremadamente difíciles, ya que el pozo presentaba una entrada con un diámetro de 28 cm y una profundidad de 80 metros además de paredes irregulares. Considerando imposible que una persona pudiera entrar allí, el primer intento de salvamento consistió en lanzar una tabla atada a una cuerda, pretendiendo que el niño se pudiera agarrar a esta y sacarlo, esto más tarde se vio que había sido un grave error, ya que la tabla se quedó enganchada a 24 m de profundidad y la cuerda se rompió al tratar de sacarla, lo que causó la casi completa obstrucción del pozo.
1:00 del 11 de junio - Unos técnicos de televisión (RAI) prestaron un micrófono que permitió a los equipos de socorro comunicarse con Alfredo, que respondía de forma lúcida.
4:00 del 11 de junio - Llegaron al lugar del accidente un grupo de jóvenes espeleólogos del "Soccorso Alpino", una unidad militar de emergencias en montaña, que se ofrecieron para introducirse en el subsuelo. El primero en descender fue Tullio Bernabei, de complexión delgada y con experiencia, entró cabeza abajo y trató de quitar la tabla atascada, la cual no pudo alcanzar por pocos metros. Tras esto entró un segundo espeleólogo, Maurizio Monteleone, que tampoco alcanzó la tabla por poco. Mientras esto sucedía los bomberos habían comenzado a insuflar oxígeno en el pozo para evitar que el niño muriera asfixiado.
Debido a la peligrosidad y poca efectividad de los descensos el comandante de los bomberos de Roma, ordenó suspender los intentos de los espeleólogos y centrar los esfuerzos en cavar un pozo paralelo. Una geóloga allí presente indicó que las características del suelo de esa zona (granitos) harían muy lentas las perforaciones. A pesar de esto se decidió no continuar con los descensos.
8:30 del 11 de junio - La máquina perforadora comenzó a excavar, en un principio el terreno se mostró fácilmente perforable y se alcanzó una profundidad de 2 metros en 2 horas.
10:30 del 11 de junio - Se alcanza una capa granítica muy difícil de perforar. Mientras tanto Alfredino se quejaba del fuerte ruido producido por la excavación y alternaba momentos de vigilia y sueño, también empezaba a tener sed.
13:00 del 11 de junio - Por petición de los equipos de socorro llegó otra máquina más grande y potente.
Fue a esta hora que empezaron a retransmitirse los noticieros del mediodía y a prestar gran atención al suceso, además se hicieron conexiones en directo ya que se había afirmado que en pocas horas Alfredino habría sido rescatado.
Al poco tiempo en torno al pozo se congregaron unas 10 000 personas y empezó a producirse una situación caótica ya que la zona no estaba precintada e incluso la gente se podía acercar a mirar por el pozo. Todo esto causó todavía más retraso y problemas en la gestión de la emergencia.
16:00 del 11 de junio - Entró en acción la segunda perforadora, la primera había hecho un pozo de 20 metros de profundidad y 50 cm de diámetro. Los operadores de la máquina vista la dificultad de la perforación preveían entre 8 y 12 horas de trabajo para llegar a la profundidad de 36 m.
18:00 del 11 de junio - el pozo paralelo medía ya 21 m y 4 cm. La máquina seguía teniendo dificultad para excavar.
Al mismo tiempo un médico de emergencia valoraba el estado de salud de Alfredino que sufría una cardiopatía congénita y debía ser operado en septiembre, tras más de 20 h en el pozo no se apreciaban grandes disfunciones corporales.
20:00 del 11 de junio - Empezó a funcionar una tercera máquina de perforación, más pequeña y rápida. También se introdujo en el pozo una vía con agua y azúcar para intentar hidratar a Alfredino.
21:30 del 11 de junio - Se pausan las perforaciones.
23:00 del 11 de junio - Se permite que descienda por el pozo un voluntario, Isidoro Mirabella, un albañil siciliano de 52 años pequeño y muy delgado, que no consiguió llegar hasta el niño pero que estuvo muy cerca y logró hablar con él.
7:30 del 12 de junio - la perforadora había llegado solo hasta los 25 metros de profundidad.
9:00 del 12 de junio - La excavadora encuentra un terreno más fácil de perforar lo que permite acelerar el ritmo.
Mientras esto sucedía los bomberos seguían hablando con el niño que había empezado a llorar y aquejar el cansancio.
10:10 del 12 de junio - La excavación paralela ha llegado a los 30 m y 5 cm, un ingeniero de los bomberos recalcula la profundidad a la que se encuentra el niño 32,5 m en lugar de 36 m, por lo que se procede a acelerar el trabajo y comenzar a cavar un codo horizontal que conecte los dos pozos, previendo salir un par de metros por encima de Alfredino.
11:00 del 12 de junio - Llega una excavadora a presión al lugar, para empezar a cavar el túnel de conexión, al poco tiempo de empezar se quedó bloqueada por lo que tres bomberos empiezan a cavar a mano el túnel. Mientras tanto Alfredo había dejado de responder, y los médicos, que escuchaban su respiración vieron que estaba empeorando, 48 respiraciones al minuto.
16:30 del 12 de junio - Llega el Presidente de la República Sandro Pertini.
19:00 del 12 de junio - El túnel de conexión había sido terminado y el pozo de Alfredino estaba comunicado a 34 m de profundidad.
Por desgracia el niño no se encontraba en las cercanías del agujero ya que probablemente por las vibraciones de la perforación se había deslizado y ni siquiera se sabía a qué profundidad estaba. Así que se pidió a los espeleólogos que entrasen para calcular la posición del niño. Tullio Bernabei entró y calculó que estaba unos 30 metros por debajo del punto esperado. Es decir a 60 metros de la superficie.
La única posibilidad que quedaba era la de algún voluntario que bajara por el pozo 60 metros hasta dar con el niño. El primero en bajar fue el espeleólogo Claudio Aprile que intentó bajar desde la abertura horizontal del túnel paralelo, pero esta era demasiado estrecha y tuvo que desistir.
12:00 del 12 de junio - Un valiente voluntario, Angelo Licheri bajo y especialmente delgado se metió en el pozo principal y bajó los 60 metros que separaban a Alfredino de la superficie. Cuando llegó hasta el niño intentó ponerle un arnés para sacarlo, pero este se soltó tres veces, así que intentó sacarlo tirando de los brazos, desgraciadamente le rompió la muñeca izquierda y el niño se resbaló todavía más profundo. En total Licheri estuvo más de 45 minutos cabeza abajo, mucho más de los 25 minutos considerados como máximo seguro en esa posición, por lo que hubo de volver a la superficie sin Alfredino.
Tras la tentativa de Licheri mucha gente se ofreció voluntaria desde enanos, a expertos en pozos, y un contorsionista.
3:00 del 12 de junio - Un joven de 16 años Pietro Molino de complexión enjuta y flexible se dispone a introducirse en el pozo, pero es detenido en el último momento por un juez que estaba presente, ya que no se podía permitir que un menor tomara esa clase de riesgos.
5:00 del 12 de junio - Otro espeleólogo Donato Caruso inicia un descenso en el que consigue llegar hasta el niño e intenta ponerle un arnés, pero las cinchas que deberían haber hecho una especie de lazo que sujetara al niño fallaron en el primer tirón, por lo que se retiró hasta el túnel horizontal para descansar y luego lo intentó de nuevo, esta vez con unas esposas, a pesar de que esto era mucho más arriesgado para el ya que irían los dos atados con la misma cuerda. Finalmente Caruso tuvo que volver a la superficie sin Alfredo. Además reportó la probable muerte del niño.

## La muerte
Después de la declaración de la presunta muerte y para asegurar la conservación del cuerpo, el juez ordena que se introduzca gas refrigerante en el pozo (nitrógeno líquido a -30 °C).
El cadáver fue recuperado por tres equipos de mineros el 11 de julio, 28 días después de la muerte del niño.
El funeral de Alfredino se celebró el 17 de julio de 1982 en la Basílica de San Lorenzo Extramuros. El ataúd fue transportado por los mismos voluntarios que intentaron sacarlo, entre otros Angelo Licheri y Donato Caruso. Fue sepultado en el Cementerio del Verano de Roma.
Algunos meses después de la muerte de Alfredo, su madre, Franca Rampi, fundó el "Centro Alfredo Rampi" que desde entonces se ocupa de la formación, la prevención y la educación de riesgos.